# Virtues
Virtues é o terceiro álbum de estúdio da banda Amber Pacific, lançado a 13 de Abril de 2010.

## Faixas
1. "An Anthem for the Young at Heart" - 2:22
2. "The Girl Who Destroys" - 3:05
3. "Three Words" - 3:15
4. "Shine" - 4:16
5. "What Matters Most" - 3:25
6. "Conviction" - 3:44
7. "The Good Life" - 3:40
8. "The Best Mistake" - 3:22
9. "We Can't Fake This" -	3:28
10. "Burdens of the Past" - 3:40
11. "Something to be Said" - 3:28
12. "Forever" - 5:08

## Créditos[2]
- Jesse Cottam - Vocal
- Will Nutter - Guitarra, vocal, teclados
- Greg Strong - Baixo
- Dango - Bateria
- Davy Rispoli - Guitarra, vocal